# Trichomanes lucens
Espèce
Trichomanes lucens est une espèce de fougères de la famille des Hyménophyllacées.
Synonymes possibles : Ptilophyllum lambertianum (Hook.) Prantl, Ptilophyllum splendidum (Bosch) Prantl, Trichomanes lambertianum Hook., Trichomanes splendidum Bosch
Homonyme : Trichomanes lucens Hook. & Grev. (1827) - voir Trichomanes kaulfussii Hook. & Grev.

## Description
Trichomanes lucens est classé dans le sous-genre Trichomanes.
Cette espèce a les caractéristiques suivantes :
- un port cespiteux, avec un court stipe où s'ordonnent des racines brun-foncé à noires ;
- des frondes d'assez grande longueur pouvant atteindre 60 cm ;
- un limbe linéaire lancéolé, segmenté profondément deux fois et lobé, portant de nombreux poils assez longs en bordure ainsi que sur les nervures et le rachis ;
- les sores sont situés sur les segments, plus nombreux à leur base, près du rachis, aux extrémités des lobes
- chaque sore porte une columelle très longue, foncée
- l'indusie est tubulaire.

## Distribution
Cette espèce, strictement terrestre, est présente en Amérique tropicale.